# Последний присяжный
«Последний присяжный» — юридический триллер американского автора Джона Гришэма. 3 февраля 2004 вышло в свет издание романа в жёсткой обложке, выпущенное издательством Doubleday. Роман вошёл в список бестселлеров по версии Publishers Weekly за 2004 год.
События романа происходят в вымышленном городке Клэнтон на Юге США в период с 1970 по 1979. Клэнтон также служит местом действия для первого романа Гришэма «Пора убивать», опубликованным в 1989, но события в данном романе происходят в 1985 году. В романе встречаются общие второстепенные персонажи: адвокаты Люсьен Уилбэнкс и Гарри Рекс Воннер.
Роман написан от первого лица и разделён на две части, первая охватывает суд над Дэнни Пэджитом, вторая фокусируется на жизни и работе главного героя в Клэнтоне и  происходят убийства присяжных.

## Описание сюжета
Молодой выпускник факультета журналистики Джойнер Тёрнер решает получить работу в каком-нибудь местном еженедельнике небольшого городка, чувствуя в этом золотое дно. Состоятельная бабушка устраивает его в еженедельник «Форд Каунти Таймс» городка Клэнтон. Полусумасшедший редактор и владелец Уилсон «Пятно» Коудл печатает одни лишь некрологи и этим доводит газету до банкротства. «Форд Каунти Таймс»  продают за долги, Тёрнер берёт взаймы у бабушки 50 тыс. долларов и становится владельцем газеты. Верно оценив обстановку он пишет, то чего хотят читатели, число подписчиков увеличивается.
В городе происходит страшное преступление: на глазах у собственных детей изнасилована и заколота молодая вдова. Перед смертью она называет имя убийцы -  Дэнни Пэджит, полицейские в тот же вечер арестовывают подозреваемого, который будучи пьян направил свою машину под откос. Тёрнер разражается серией статей об этом происшествии, популярность «Форд Каунти Таймс» резко возрастает, чему способствует неудавшаяся попытка поджога редакции.
Обвиняемый принадлежит к влиятельному клану Пэджитов, родоначальник клана «саквояжник» Рудольф Пэджит прибыв на Юг, сколотил шайку из бывших рабов, захватил и оккупировал речной остров и занялся лесозаготовками, а потом варкой самогона. Его потомки продолжили дело, полиция и власти не рисковали появляться на острове. После отмены «сухого закона» семья переключилась на выращивание марихуаны и завела ряд легальных предприятий.
Начинается суд над Пэджитом, в состав присяжных отобрана мисс Калли Раффин, Тёрнер подружился с ней, когда писал статью о её восьми детях, семеро из которых защитили диссертации и стал почти членом их семьи. В суде происходит поединок между талантливым обвинителем прокурором Эрни Гэддисом и скандально известным адвокатом-радикалом Люсьеном Уилбенксом. Наплевав на рекомендации адвоката, подсудимый решает сам дать показания, преподнеся тем самым подарок прокурору, который в ходе перекрёстного допроса разносит версию защиты вдребезги. Пэджит обещает присяжным прикончить их всех, если они осудят его. Присяжные выносят вердикт «виновен» но на голосовании о смертной казни их голоса разделяются и Пэджита приговаривают к пожизненному заключению.
Деньги и влияние клана делают своё дело, спустя девять лет Пэджит выходит на свободу. Присяжные, участвовавшие в его процессе, начинают погибать один за другим от пуль неизвестного снайпера. Судья выдаёт ордер на арест Дэнни Пэджита. Опасаясь, что взбудораженное население отправится линчевать Пэджитов, клан выдаёт полиции Дэнни. Однако на предварительных слушаниях Пэджит погибает от пули снайпера, которым оказывается помощник прокурора Хэнк Хатен, который был безнадёжно влюблён в погибшую вдову. Повредившись в уме, он устроил стрельбу в центре города и после пребывания в психиатрической клинике решил перебить присяжных, спасших Пэджита от газовой камеры.
Тёрнер устаёт писать про жизнь Клэнтона и продаёт преуспевающий еженедельник за 1,5 млн. долларов. Его последней статьёй становится некролог мисс Калли Раффин, сердце которой не выдержало атмосферы угрозы витающей над бывшей командой присяжных.

## Внешние ссылки
- *Официальный сайт Гришэма Архивная копия от 10 марта 2011 на Wayback Machine Официальный сайт Гришэма